# Angus MacKay (Politiker)

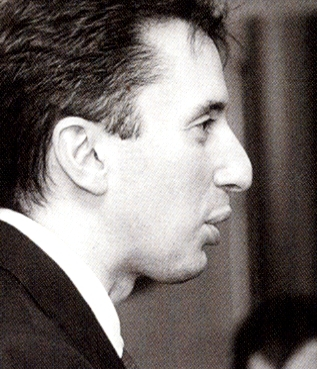
Angus MacKay

Angus MacKay (* 1964 in Edinburgh) ist ein schottischer Politiker und Mitglied der Labour Party. Er besuchte die St Augustine’s High School und erwarb dann Universitätsabschlüsse in Politik und Neuer Geschichte.

## Politischer Werdegang
Im Jahre 1995 wurde MacKay für die Labour Party in den Stadtrat von Edinburgh gewählt. Innerhalb der Partei stieg er schnell auf und bewarb sich bei den ersten Schottischen Parlamentswahlen 1999 um das Direktmandat des Wahlkreises Edinburgh South. Mit deutlichem Vorsprung vor der SNP-Kandidatin Margo MacDonald und dem Liberaldemokraten Mike Pringle errang er das Mandat und zog in das neugeschaffene Schottische Parlament ein. Im ersten Kabinett unter dem First Minister Donald Dewar wurde Mackay zum stellvertretenden Staatssekretär für Justiz ernannt. Bei der Kabinettsumbildung nach Dewars Tod im Jahre 2000 war MacKay in die Wahl von Henry McLeish als dessen Nachfolger involviert. Dieser bestellte ihn als Jack McConnells Nachfolger zum Staatssekretär für Finanzen. Iain Gray übernahm MacKays Position als stellvertretender Staatssekretär für Justiz. 2001 trat McLeish zurück und Jack McConnell wurde zum Nachfolger gewählt. Bei der folgenden Kabinettsumbildung verlor MacKay seinen Posten an Andy Kerr. Bei den Parlamentswahlen 2003 verlor MacKay sein Direktmandat knapp an den Liberaldemokraten Mike Pringle und schied aus dem Parlament aus. Zu späteren Wahlen trat MacKay nicht mehr an.